# Чемпионат мира по академической гребле 1970
3-й чемпионат мира по академической гребле прошёл с 3 по 6 сентября 1970 года в Сент-Катаринсе (Канада). В нём принимали участие только мужские экипажи, которые разыграли награды в 7 дисциплинах на дистанции 2000 метров. Женщины в 1970 году соревновались на чемпионате Европы, который был проведён во второй половине августа в венгерском городе Тата. 

## Медалисты
| Дисциплина               | Золото | Золото  | Серебро | Серебро | Бронза | Бронза  |
| ------------------------ | --- | ------- | --- | ------- | --- | ------- |
| Одиночки M1x             | Аргентина · Альберто Демидди | 7:16,54 | ГДР · Гёц Дрегер | 7:18,21 | Чехословакия · Ярослав Геллебранд | 7:19,37 |
| Двойки парные M2x        | Дания · Йорген Энгельбрехт · Нильс Сечер | 6:28,58 | ГДР · Ханс-Ульрих Шмид · Йоахим Бёмер | 6:31,35 | США · Джон ван Блом · Томас МакКиббон | 6:32,68 |
| Двойки без рулевых M2-   | ГДР · Петер Горны · Вернер Клатт | 6:57,61 | Польша · Альфонс Слюсарский · Ежи Бронец | 7:00,23 | ФРГ Удо Брехт Луц Ульбрихт | 7:01,15 |
| Двойки с рулевыми M2+    | Румыния · Штефан Тудор · Петре Чапура · Ладислау Ловренски (рул)                                                                                                | 7:25,30 | ГДР · Хартмут Шрайбер · Манфред Шморде · Клаус-Дитер Людвиг (рул) | 7:26,86 | СССР · Владимир Ешинов · Николай Иванов · Валентин Костицин (рул)                                                                                              | 7:28,22 |
| Четвёрки без рулевых M4- | ГДР · Франк Форбергер · Франк Рюле · Дитер Гран · Дитер Шуберт                                                                                                  | 6:23,15 | ФРГ Йоахим Эриг Петер Фуннекёттер Клаус Шнеггенбургер Вольфганг Плоттке | 6:26,03 | Дания · Эрик Петерсен · Том Хинсбю · Курт Хельмут · Поуль Нильсен                                                                                              | 6:29,50 |
| Четвёрки с рулевыми M4+  | ФРГ Петер Бергер Ханс-Йохан Фербер Герхард Ауэр Алоис Бирль Штефан Вонкен (рул)                                                                                 | 6:28,55 | ГДР · Бернд Мербах · Рольф Циммерман · Йохен Мицнер · Карл-Хайнц Прудёль · Карл-Хайнц Даниловски (рул)                                                                                       | 6:31,32 | Норвегия · Альф Хансен · Финн Тветер · Том Вело · Петер Вернесс · Финн Аронсен (рул)                                                                           | 6:32,26 |
| Восьмёрки M8+            | ГДР · Эрнст Борхман · Рольф Йобст · Дитрих Цандер · Рейнхард Густ · Экхард Мартенс · Бернд Арендт · Клаус-Петер Фоппке · Ханс-Йоахим Пульс · Рейнхард Цан (рул) | 5:36,10 | СССР · Николай Суматохин · Александр Мартышкин · Александр Рязанкин · Виктор Мельников · Беньяминас Нацевичюс · Миндаугас Вайткус · Виктор Левшин · Александр Высоцкий · Виктор Михеев (рул) | 5:38,20 | Новая Зеландия · Уоррен Коул · Вибо Велдман · Мюррей Уоткинсон · Джон Хантер · Ричард Джойс · Дадли Стори · Гари Робертсон · Гилберт Кэвуд · Саймон Дики (рул) | 5:38,40 |

## Командный зачёт
| Место | Страна         | Золото | Серебро | Бронза | Всего |
| ----- | -------------- | ------ | ------- | ------ | ----- |
| 1     | ГДР            | 3      | 4       | 0      | 7     |
| 2     | ФРГ            | 1      | 1       | 1      | 3     |
| 3     | Дания          | 1      | 0       | 1      | 2     |
| 4     | Аргентина      | 1      | 0       | 0      | 1     |
| 4     | Румыния        | 1      | 0       | 0      | 1     |
| 6     | СССР           | 0      | 1       | 1      | 2     |
| 7     | Польша         | 0      | 1       | 0      | 1     |
| 8     | Новая Зеландия | 0      | 0       | 1      | 1     |
| 8     | Норвегия       | 0      | 0       | 1      | 1     |
| 8     | США            | 0      | 0       | 1      | 1     |
| 8     | Чехословакия   | 0      | 0       | 1      | 1     |
| Всего | Всего          | 7      | 7       | 7      | 21    |